# Ferenchalom
Ferenchalom (szerbül Качарево / Kačarevo, németül Franzfeld) település Szerbiában, a Vajdaságban, a Dél-bánsági körzetben, a pancsovai községben.

## Fekvése
Az Alföld déli részén, Pancsovától 11 km-re északra, Belgrádtól 21 km-re északkeletre fekszik.

## Neve
A község nevét I. Ferenc Józsefről kapta, szerbül eredetileg Francfeldként (Францфелд) ismerték. Magyarul egyaránt nevezték Francföldnek, Ferencfalvának, majd Ferenchalomnak.
1918 után a neve Kraljevićevo (Краљевићево) és Banatsko Kraljevićevo (Банатско Краљевићево). A második világháború után kapta a Kačarevo (Качарево) nevet Svetozar Kačar után.

## Története
1787-ben alapították, 1921-ben 4450 német lakta (97,7%). A második világháború után a partizánok egy koncentrációs tábort létesítettek itt, ahol a helyi németeket tartották fogva.
A második világháború után szerbek és macedónok telepedtek le. 1999. május 11-én, egy NATO-akció során bombázták, mivel egy taktikai jelentőállomás állt itt. Egyes források szerint 1999. május 8-án a falu mellett lelőttek egy F–16-ost.

## Népesség
1910-ben  3842 lakosából 73 fő magyar, 3664 fő német, 40 fő szlovák, 51 fő román, 4 fő horvát, 6 fő szerb anyanyelvű volt. Ebből 81 fő római katolikus, 28 fő református, 3673 fő ág. hitv. evangélikus, 56 fő görögkeleti ortodox vallású volt. A lakosok közül 3023 fő tudott írni és olvasni, 1379 lakos tudott magyarul.

### Demográfiai változások
| 1948 | 1953 | 1961 | 1971 | 1981 | 1991 | 2002 | 2011 |
| ---- | ---- | ---- | ---- | ---- | ---- | ---- | ---- |
| 5044 | 5899 | 7792 | 8088 | 8309 | 8103 | 7624 | 7100 |

## Gazdaság
A legtöbben mezőgazdasággal foglalkoznak, de sokan dolgoznak Pancsova valamelyik gyárában.

## Turizmus
A falu legnagyobb nevezetessége a Slaninijada nevű szalonnafesztivál, melyet először 1988-ban tartottak meg, és melyet azóta minden év februárjában megrendeznek.